# McPherson (Kansas)
McPherson – miasto w Stanach Zjednoczonych, w stanie Kansas, siedziba administracyjna hrabstwa McPherson.